# 張純 (嘉靖進士)
張純（1531年—1591年），字碩恒，號莆山，福建漳州府漳浦縣人，民籍，明朝政治人物。

## 生平
嘉靖四十三年（1564年）甲子科福建鄉試第六十五名舉人。嘉靖四十四年（1565年）中式乙丑科會試第七十五名，二甲第七十二名進士。兵部观政，四十五年十月授工部主事，隆慶三年（1569年）八月升员外，四年四月升郎中，管张秋河道，万历三年（1575年）十一月添注本司，差查勘泇河，四年正月升鎮江知府，六年升添設徐淮河道副使，七月兼管水利。八年闰四月官至山东按察使，管徐州兵备。十一年正月调用。十四年十一月调湖广参政，十五年六月丁忧。十八年十月補江西参政，十九年五月卒。

## 家族
曾祖張性元，壽官；祖父張巨盛；父張敏，封工部主事；母陳氏，封安人；继母涂氏。兄张綸（庠生）、鸣期、參期、會期、弟科期（庠生）、冠期、逢期、张彩（庠生）、懋期、以弼（庠生）、张常（举人、進士）、一松、一梓。